# Richard Marsh, Baron Marsh
Richard William Marsh, Baron Marsh PC (* 14. März 1928 in London; † 29. Juli 2011 in Wiltshire oder in London) war ein britischer Politiker (ehemals Labour Party), Life Peer und Geschäftsmann.

## Leben
Marsh wurde am 14. März 1928 in einem Arbeitsviertel im Ortsteil Belvedere des Londoner Stadtbezirks London Borough of Bexley, Grafschaft Kent, geboren. Sein Vater William Marsh war Arbeiter in einer Stahlgießerei. Er wuchs zeitweise, aufgrund des Zweiten Weltkriegs aus London evakuiert, bei seiner Großmutter in Swindon auf. Dort besuchte er die Jennings School; die Schule verließ er im Alter von fünfzehn Jahren. Er belegte im Anschluss wöchentliche Abendkurse am Woolwich Technical College im Fach Ingenieurwesen. 
Aufgrund seines Interesses für Politik schloss er sich in dieser Zeit der Labour Party an, für die er auch arbeitete. Nach seinem Militärdienst erlangte er über die Labour Party ein Stipendium und studierte Wirtschaftswissenschaften am Ruskin College der University of Oxford.
Von 1951 bis 1959 war er als Gewerkschaftssekretär bei der National Union of Public Employees tätig. Er übte dort die Funktion eines Health Service Officer aus. Von 1953 bis 1959 war er als Vertreter der National Union of Public Employees Mitglied im Whitley Council, einer Körperschaft des öffentlichen Rechts, welche Arbeitgeber und Arbeitnehmer in Fragen der Gesundheitsvorsorge für den National Health Service zusammenbrachte.

## Mitgliedschaft im House of Commons
Bei der Unterhauswahl 1959 wurde er für die Labour Party ins House of Commons für den Wahlkreis Greenwich als Nachfolger von Joseph Reeves gewählt, nachdem er zuvor 1951 erfolglos für den Wahlkreis Hertford angetreten war. 
Marsh erregte die Aufmerksamkeit von Harold Wilson mit einer Rede, in der er die Verstaatlichung verteidigte. Er wurde daraufhin von Wilson für die Ausstrahlung von Parteiveranstaltungen vor der Unterhauswahl 1964 eingesetzt.
Von 1964 bis 1965 war Marsh Parlamentarischer Staatssekretär im Arbeitsministerium (Ministry of Labour). Von 1965 bis 1966 war er einer von mehreren Staatssekretären (Joint Parliamentary Secretary) im Technologieministerium (Ministry of Technology).
1966 wurde er Mitglied des Privy Council. In der zweiten Wilson-Regierung war er Energieminister (Minister of Power) von 1966 bis 1968. Zu seinen wichtigsten Aufgaben in diesem Amt gehörte die Umsetzung der Wieder-Verstaatlichung der Stahlindustrie. Die Umsetzung der Gesetzesvorlage dauerte ein Jahr und erfolgte gegen massiven Widerstand der konservativen Opposition. Marsh berief während seiner Amtszeit den konservativen Banker Julian Mond, 3. Baron Melchett zum Vorsitzender von British Steel; diese Auswahl sorgte bei Gewerkschaftern und Labourabgeordneten für Unmut. Im Alter von 38 Jahren wurde Marsh Mitglied des Kabinetts. Im Kabinettsrang war er von 1968 bis Oktober 1969, als Nachfolger von Barbara Castle, Verkehrsminister. Seine Versetzung in das Verkehrsministerium (Ministry of Transport) im April 1968 sah er kritisch und äußerte sich dazu auch in seiner Autobiografie Off The Rails. Er war gegen die Einführung einer Gurtpflicht und regelte den Verlauf der Autobahnen M23 und M25 durch Surrey. Er galt bis zu seiner Entlassung als potenzieller nächster Premierminister.
Im Oktober 1969 wurde Marsh als Minister entlassen. Marsh hatte durch seine Ablehnung der im Weißbuch In Place of Strife niedergelegten Reformpläne von Barbara Castle (mittlerweile Arbeitsministerin) zur Reduzierung des Einflusses der Gewerkschaften zur Aufgabe der von Wilson unterstützten Pläne beigetragen; dies spielte im Vorfeld seiner Entlassung eine Rolle. Auch war er wegen der Offenheit seiner Affäre mit einer BBC-Mitarbeiterin, die später seine zweite Frau wurde, in die Kritik geraten. Über Wilsons Kabinett sagte Marsh rückblickend: „Ich habe niemals mit einer Gruppe von Menschen gearbeitet, die sich so wenig mochten und so sehr misstrauten.“
Nach der Niederlage der Labour Party bei der Unterhauswahl 1970 wurde Marsh Schattenminister für Wohnungsbau. Die schlechten Perspektiven für künftige Ämter führten zu zunehmender Unzufriedenheit bei ihm.

## British Railways
Er verließ das Unterhaus 1971, um Vorsitzender (Chairman) des British Railways Board zu werden, was er bis 1976 blieb. Marsh gab seine Absicht bekannt, British Railways wie ein Unternehmen führen zu wollen, geriet aber wiederholt in Konflikt mit Eingriffen der Regierung von Edward Heath. Im April 1972 kam es zu einem ersten Arbeitskampf. Das ausgehandelte Ergebnis sah Marsh kritisch; es gefährdete seiner Ansicht nach Arbeitsplätze. 
Marsh reorganisierte das Management, setzte sich für mit Diesel betriebene Hochgeschwindigkeitszüge ein und initiierte den Bau von Bahnstationen am Rande von Städten. Nach einem Treffen mit dem damaligen Verkehrsminister John Peyton infolge von steigenden Verlusten bei British Railways, stimmte dieser einer Verdopplung der Investitionen zu; Marsh hatte Peyton einen Liniennetzplan vorgelegt, der aufzeigte, welche Linien in konservativen Wahlkreisen eingestellt würden. Marsh gelang es auf diese Weise, das bestehende Liniennetz zunächst zu erhalten. Jedoch kam es zu weiteren Krisen, darunter die Ölkrise 1973 und die steigende Inflation. Nach der Rückkehr der Labour Party in die Regierung nahmen auch die staatlichen Eingriffe zu. Zu Verärgerung bei Marsh führte auch Wilsons Entscheidung, das Projekt des Kanaltunnels nicht weiterzuverfolgen.
Zu Marshs Entscheidung keine Verlängerung seiner Amtszeit anzustreben, trug schließlich ein Brief des damaligen Transportministers John Gilbert, Baron Gilbert bei, in dem dieser anfragte, warum British Railways Züge für Brieftauben streiche. Marsh übergab sein Amt an Peter Parker, während er selbst Nachfolger von Arnold Goodman, Baron Goodman bei der Newspaper Publishers’ Association wurde.

## Mitgliedschaft im House of Lords
Marsh wurde am 15. Juli 1981 zum Life Peer als Baron Marsh of Mannington in the County of Wiltshire ernannt. Seine Ernennung erfolgte auf Veranlassung von Margaret Thatcher. Im House of Lords saß er als Crossbencher. Seine Antrittsrede hielt er am 12. November 1981. In seiner Antrittsrede betonte Marsh, dass er seine Ansichten über Politik mittlerweile geändert habe. 1978 hatte er bereits angekündigt, bei der nächsten Wahl konservativ zu wählen.
Als Themen von politischem Interesse nannte er auf der Webseite des Oberhauses die Industrie, Wirtschaftspolitik und Finanzdienstleistungen. Als Staaten von Interesse nannte er die Staaten des Fernen Ostens. 
Marsh meldete sich selten zu Wort; seine Wortbeiträge hatten jedoch stets Gewicht. Im Zeitraum ab 2001 war er zunächst regelmäßig an Sitzungstagen anwesend. Ab der Sitzungsperiode 2008 bis 2009 ging die Anwesenheit stark zurück. Nach der Unterhauswahl 2010 war er nicht mehr anwesend.

## Weitere Ämter und Tätigkeiten
Von 1976 bis 1990 war er Vorsitzender (Chairman) der Newspaper Publishers' Association und von 1977 bis 1983 beim British Iron and Steel Consumers' Council. Er war von 1982 bis 1988 Vorsitzender (Chairman) von Lee Cooper plc, von 1983 bis 1984 bei dem Fernsehsender TV-AM, Großbritanniens erstem kommerziellen Frühstücksfernsehen, und von 1987 bis 1999 beim China and Eastern Investment Trust in Hongkong. Seit 1989 war er Vorsitzender der Mannington Management Services Ltd und der Laurentian Financial Group plc sowie ab 1994 beim Gartmore British Income & Growth Trust. Von 1990 bis 1997 war er Vorsitzender von Lopex plc. 
Marsh war Direktor bei Imperial Life of Canada (Toronto) von 1984 bis 1987, sowie Vorsitzender (Chairman) der Special Trustees des Guy’s Hospital von 1983 bis 1997. 
Marsh gehörte außerdem dem National Executive Committee der Fabian Society an.

## Ehrungen
Marsh war Fellow des Institute of Marketing, beim Chartered Institute of Transport, beim Institute of Directors und dem Institute of Management. Er wurde 1976 zum Knight Bachelor ernannt.
Im November 2002 wurde ihm der Ehrendoktortitel der University of Greenwich verliehen.

## Familie und Tod
Marsh heiratete 1950 (nach anderen Quellen: 1953) Evelyn Mary Andrews († 1979). Zusammen hatten sie zwei Söhne. Die Scheidung erfolgte 1973. 
Seine zweite Ehefrau Caroline Dutton, mit der er seit 1973 verheiratet war, starb 1975 bei einem Autounfall, bei dem auch die Frau des Fernsehsprechers David Jacobs ums Leben kam. Sowohl Jacobs als auch Marsh überlebten. Marsh heiratete 1979 Felicity McFadzean, die Tochter von William McFadzean, Baron McFadzean.
Marsh starb am 29. Juli 2011 im Alter von 83 Jahren in London oder in Wiltshire.

## Veröffentlichungen
- Off the Rails: An Autobiography, Littlehampton Book Services Ltd, 1978, ISBN 978-0297773870